# Deke Richards
Deke Richards (8. dubna 1944 Los Angeles, Kalifornie, USA – 24. března 2013 Bellingham, Washington, USA) byl americký hudební producent a skladatel. Skládal písně pro umělce u vydavatelství Motown Records a byl rovněž členem producentských skupin The Clan a The Corporation. Je například spoluautorem písně „I Want You Back“ pro skupinu The Jacksons 5.
Zemřel na rakovinu jícnu ve věku 68 let.